# Rhodotorula
Genre
Synonymes
- Chromotorula F.C.Harrison[2]

Rhodotorula est un genre de levures basidiomycètes pigmentées unicellulaires, appartenant à la famille des Sporidiobolaceae.

## Photos

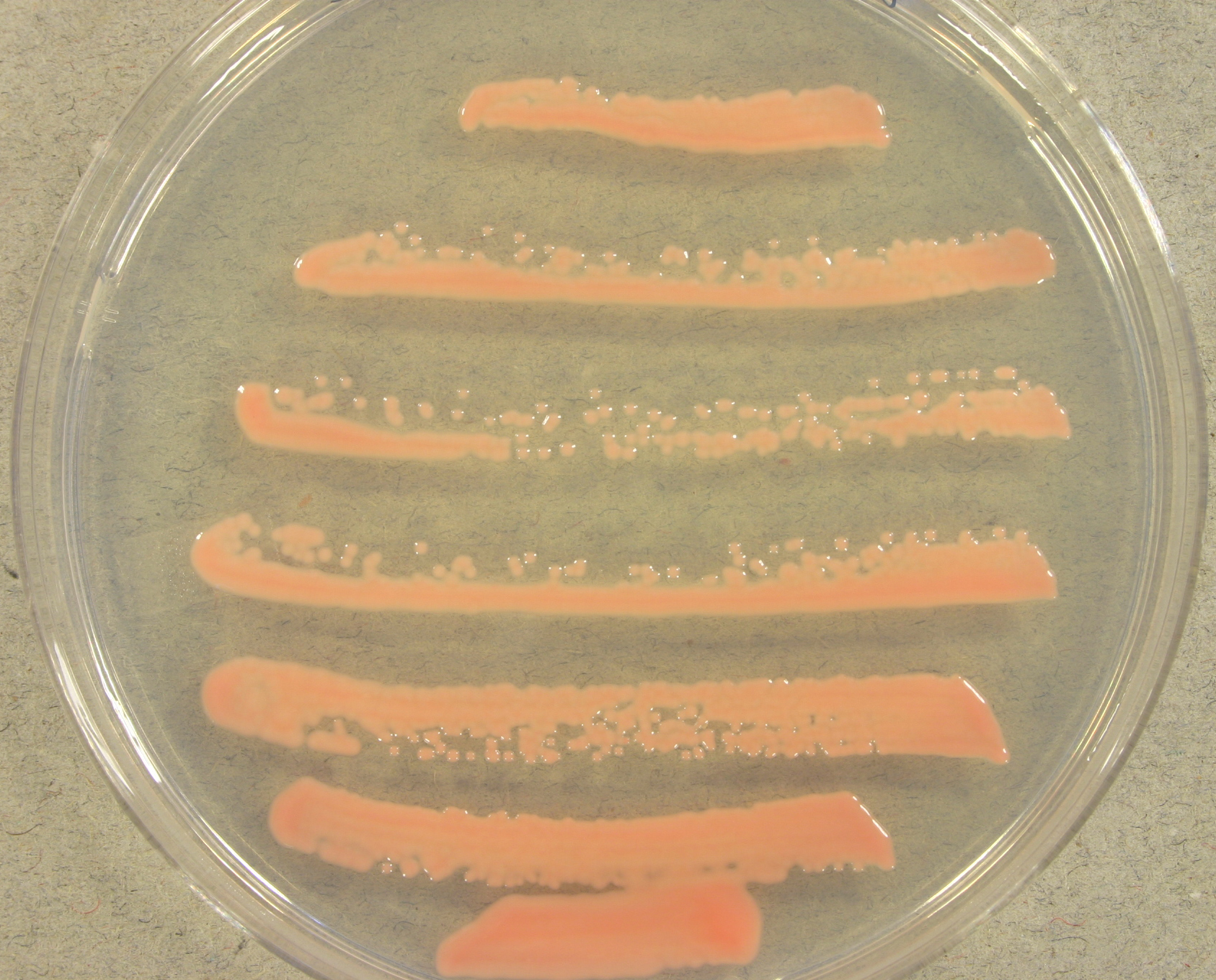
Colonies de Rhodotorula glutinis, incubées à 30 °C pendant 48h, sur une gélose dextrosée à la pomme de terre.
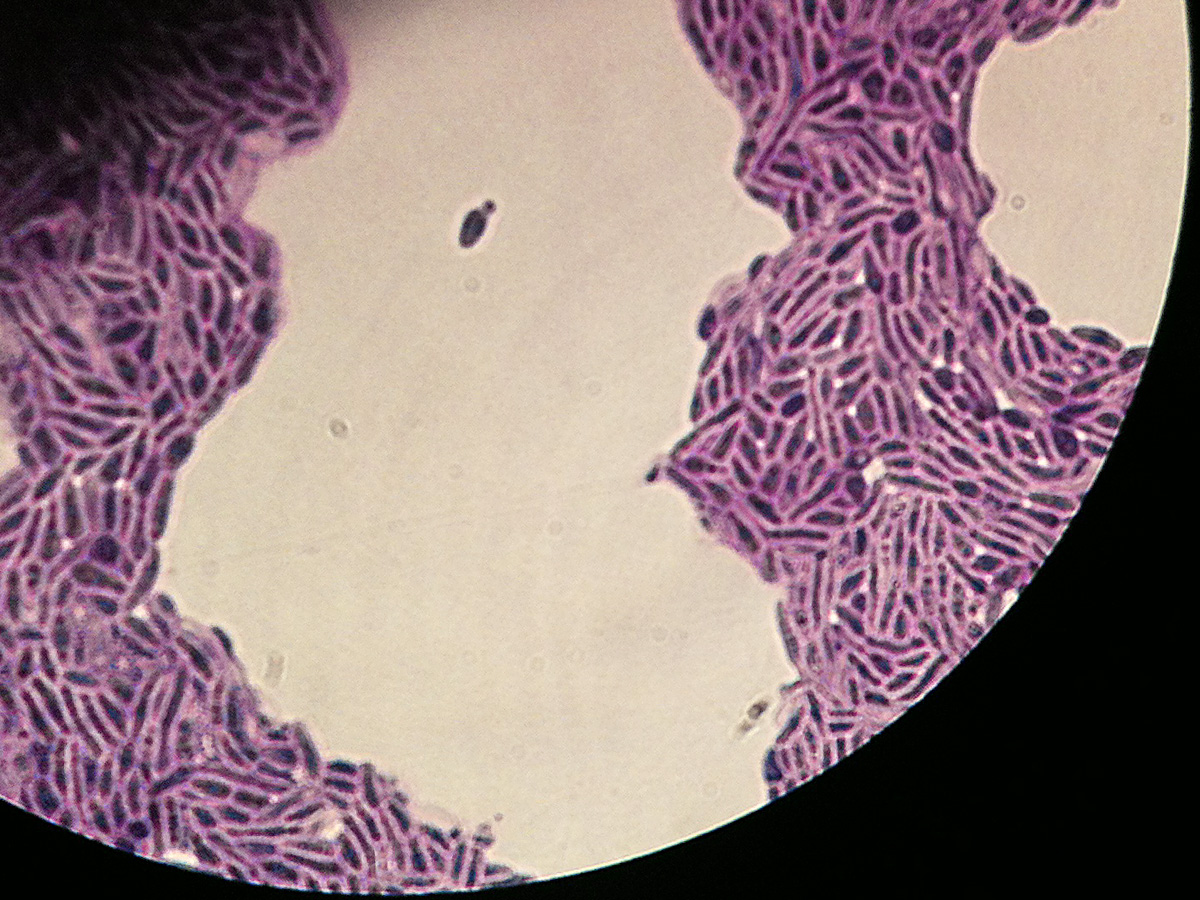
Cellules de Rhodotorula mucilaginosa, coloration au bleu de méthylène, grossissement 1000×.

## Liste d'espèces
Selon Catalogue of Life (9 octobre 2019) :
- Rhodotorula acuta (Goto) Rodr. Mir. & Weijman, 1988
- Rhodotorula alborubescens (Derx) Q. M. Wang, F. Y. Bai, M. Groenew. & Boekhout, 2015
- Rhodotorula araucariae Grinb. & Yarrow, 1970
- Rhodotorula babjevae (Golubev) Q. M. Wang, F. Y. Bai, M. Groenew. & Boekhout, 2015
- Rhodotorula biourgei (Cif. & Redaelli) Krassiln., 1954
- Rhodotorula diobovata (S. Y. Newell & I. L. Hunter) Q. M. Wang, F. Y. Bai, M. Groenew. & Boekhout, 2015
- Rhodotorula evergladensis Fell, Statzell & Scorzetti, 2011
- Rhodotorula fragaria (J. A. Barnett & Buhagiar) Rodr. Mir. & Weijman, 1988
- Rhodotorula fujisanensis (Soneda) E. A. Johnson & Phaff, 1978
- Rhodotorula gelatinosa T. Haseg., I. Banno & Yamauchi, 1960
- Rhodotorula glutinis (Fresen.) F. C. Harrison, 1928
- Rhodotorula gracilis Rennerf., 1937
- Rhodotorula graminis Di Menna, 1958
- Rhodotorula grinbergsii C. Ramírez & A. E. González, 1984
- Rhodotorula hinnulea (R. G. Shivas & Rodr. Mir.) Rodr. Mir. & Weijman, 1988
- Rhodotorula histolytica (J. L. Stoddart & Cutler) Krassiln., 1954
- Rhodotorula incarnata Ruíz Oronoz, 1942
- Rhodotorula koishikawensis (Okun.) Krassiln., 1954
- Rhodotorula kratochvilovae (Hamam., Sugiy. & Komag.) Q. M. Wang, F. Y. Bai, M. Groenew. & Boekhout, 2015
- Rhodotorula lini Wieringa, 1956
- Rhodotorula longissima Lodder, 1934
- Rhodotorula ludwigii (H. W. Anderson) Krassiln., 1954
- Rhodotorula matritensis C. Ramírez, C. C. González & C. Gut., 1981
- Rhodotorula mucilaginosa (A. Jörg.) F. C. Harrison, 1928
- Rhodotorula ngohengohe Padamsee, B. S. Weir, Petterson & P. K. Buchanan, 2017
- Rhodotorula nitens McKenzie & Auret, 1963
- Rhodotorula nothofagi C. Ramírez & A. E. González, 1985
- Rhodotorula pacifica Nagah. & Hamam., 2006
- Rhodotorula paludigena (Fell & Tallman) Q. M. Wang, F. Y. Bai, M. Groenew. & Boekhout, 2015
- Rhodotorula pilimanae J. Hedrick & Burke, 1951
- Rhodotorula pinalis Golubev, 2010
- Rhodotorula rubra (Schimon) F. C. Harrison, 1928
- Rhodotorula rubrorugosa (Castell.) Krassiln., 1954
- Rhodotorula silvestris Scorzetti & Golubev, 2010
- Rhodotorula sinensis M. H. Lee, 1975
- Rhodotorula sphaerocarpa (S. Y. Newell & Fell) Q. M. Wang, F. Y. Bai, M. Groenew. & Boekhout, 2015
- Rhodotorula subericola Belloch, Villa-Carv., Álv.-Rodríg. & Coque, 2007
- Rhodotorula terrea Sugiy. & Goto, 1969
- Rhodotorula toruloides (I. Banno) Q. M. Wang, F. Y. Bai, M. Groenew. & Boekhout, 2015
- Rhodotorula ulzamae Moriyon & C. Ramírez, 1974
- Rhodotorula vuilleminii Saëz, 1968
- Rhodotorula yunnanensis K. Y. Xu, 1986
- Rhodotorula zsoltii Galgoczy & R. O. Novak, 1965

Selon Index Fungorum (9 octobre 2019) :
- Rhodotorula aclotiana (Kuff.) F.C. Harrison 1928
- Rhodotorula acuta (Goto) Rodr. Mir. & Weijman 1988
- Rhodotorula alborubescens (Derx) Q.M. Wang, F.Y. Bai, M. Groenew. & Boekhout 2015
- Rhodotorula araucariae Grinb. & Yarrow 1970
- Rhodotorula arctica Vishniac & M. Takash. 2010
- Rhodotorula babjevae (Golubev) Q.M. Wang, F.Y. Bai, M. Groenew. & Boekhout 2015
- Rhodotorula biourgei (Cif. & Redaelli) Krassiln. 1954
- Rhodotorula bronchialis (Cif. & Redaelli) Lodder 1934
- Rhodotorula corallina (Saito) F.C. Harrison 1928
- Rhodotorula corallina F.C. Harrison 1927
- Rhodotorula dairenensis (T. Haseg. & I. Banno) Fell, J.P. Samp. & Gadanho 2002
- Rhodotorula diobovata (S.Y. Newell & I.L. Hunter) Q.M. Wang, F.Y. Bai, M. Groenew. & Boekhout 2015
- Rhodotorula evergladensis Fell, Statzell & Scorzetti 2011
- Rhodotorula fragaria (J.A. Barnett & Buhagiar) Rodr. Mir. & Weijman 1988
- Rhodotorula fujisanensis (Soneda) E.A. Johnson & Phaff 1978
- Rhodotorula gelatinosa T. Haseg., I. Banno & Yamauchi 1960
- Rhodotorula glutinis (Fresen.) F.C. Harrison 1928
- Rhodotorula gracilis Rennerf. 1937
- Rhodotorula graminis Di Menna 1958
- Rhodotorula grinbergsii C. Ramírez & A.E. González 1984
- Rhodotorula hinnulea (R.G. Shivas & Rodr. Mir.) Rodr. Mir. & Weijman 1988
- Rhodotorula histolytica (J.L. Stoddart & Cutler) Krassiln. 1954
- Rhodotorula incarnata Ruíz Oronoz 1942
- Rhodotorula koishikawensis (Okun.) Krassiln. 1954
- Rhodotorula kratochvilovae (Hamam., Sugiy. & Komag.) Q.M. Wang, F.Y. Bai, M. Groenew. & Boekhout 2015
- Rhodotorula lini Wieringa 1956
- Rhodotorula longissima Lodder 1934
- Rhodotorula ludwigii (H.W. Anderson) Krassiln. 1954
- Rhodotorula macerans Freder. 1956
- Rhodotorula martyniae-fragantis Ruíz Oronoz 1947
- Rhodotorula matritensis C. Ramírez, C.C. González & C. Gut. 1981
- Rhodotorula mucilaginosa (A. Jörg.) F.C. Harrison 1928
- Rhodotorula ngohengohe Padamsee, B.S. Weir, M.E. Petterson & P.K. Buchanan 2017
- Rhodotorula nitens McKenzie & Auret 1963
- Rhodotorula nothofagi C. Ramírez & A.E. González 1985
- Rhodotorula oligophaga Satoh & Makimura 2013
- Rhodotorula pacifica Nagah. & Hamam. 2006
- Rhodotorula pallida Lodder 1934
- Rhodotorula paludigena (Fell & Tallman) Q.M. Wang, F.Y. Bai, M. Groenew. & Boekhout 2015
- Rhodotorula pilimanae J. Hedrick & Burke 1951
- Rhodotorula pinalis Golubev 2010
- Rhodotorula plicata F.C. Harrison 1928
- Rhodotorula polymorpha Giov. 1948
- Rhodotorula portillonensis Laich, Vaca & R. Chávez 2013
- Rhodotorula portillonensis Laich, Vaca & R. Chávez 2018
- Rhodotorula rosacea (Van Hest) F.C. Harrison 1927
- Rhodotorula rosulata Golubev & Scorzetti 2010
- Rhodotorula rubefaciens (Grosb.) F.C. Harrison 1927
- Rhodotorula rubella F.C. Harrison 1928
- Rhodotorula rubra (Schimon) F.C. Harrison 1928
- Rhodotorula rubrorugosa (Castell.) Krassiln. 1954
- Rhodotorula rutila F.C. Harrison 1928
- Rhodotorula sanniei (Cif. & Redaelli) Lodder 1934
- Rhodotorula sartoryi F.C. Harrison 1927
- Rhodotorula silvestris Golubev & Scorzetti 2010
- Rhodotorula sinensis M.H. Lee 1975
- Rhodotorula sphaerocarpa (S.Y. Newell & Fell) Q.M. Wang, F.Y. Bai, M. Groenew. & Boekhout 2015
- Rhodotorula straminea Golubev & Scorzetti 2010
- Rhodotorula subericola Belloch, Villa-Carv., Álv.-Rodríg. & Coque 2007
- Rhodotorula suganii (Okun.) Lodder 1934
- Rhodotorula svalbardensis Purnima Singh, Shiv M. Singh, M. Tsuji, G.S. Prasad & Tam. Hoshino 2014
- Rhodotorula taiwanensis F.L. Lee & C.H. Huang 2011
- Rhodotorula terrea Sugiy. & Goto 1969
- Rhodotorula tokyoensis Tak. Kobay. 1953
- Rhodotorula toruloides (I. Banno) Q.M. Wang, F.Y. Bai, M. Groenew. & Boekhout 2015
- Rhodotorula ulzamae Moriyon & C. Ramírez 1974
- Rhodotorula vuilleminii Saëz 1968
- Rhodotorula yunnanensis K.Y. Xu 1986
- Rhodotorula zsoltii Galgoczy & R.O. Novak 1965